# Reclame AUB
Reclame AUB is een Vlaamse spelshow voor de commerciële televisiezender VTM, gepresenteerd door Nathalie Meskens.
Het spelprogramma test hoe goed de kandidaten reclamespots en -slogans herkennen, komisch bedoelde en onbedoelde spots worden in herinnering gebracht. Drie teams, telkens bestaande uit een kandidaat en een Bekende Vlaming, strijden om de hoofdprijs van een reis.

## Afleveringen

### Seizoen 1
| Nr. | Uitzending       | Livekijkers | Marktaandeel (live) | Deelnemende BV's                                  |
| --- | ---------------- | ----------- | ------------------- | ------------------------------------------------- |
| 1   | 28 november 2013 | 712.170     | 35,80 %             | Luk Wyns, Véronique De Kock, Hans Otten           |
| 2   | 5 december 2013  | 739.688     | 28,18 %             | Stany Crets, Veerle Dobbelaere, Wout Bru          |
| 3   | 12 december 2013 | 648.528     | 26,42 %             | Jacques Vermeire, Evi Hanssen, Bart Peeters       |
| 4   | 19 december 2013 | 625.364     | 24,60 %             | Herbert Flack, Rob Vanoudenhoven, Katja Retsin    |
| 5   | 2 januari 2014   | 752.637     | 27,71 %             | Kürt Rogiers, Tess Goossens, Sergio Quisquater    |
| 6   | 9 januari 2014   | 591.255     | 22,44 %             | Showbizz Bart, Ivan Pecnik, Joke van de Velde     |
| 7   | 16 januari 2014  | 730.918     | 27,50 %             | William Boeva, Axel Daeseleire, Hanne Troonbeeckx |
| 8   | 23 januari 2014  | 680.588     | 26,42 %             | Karen Damen, Herman Verbruggen, Kelly Pfaff       |

### Seizoen 2 (WK-Editie)
Naar aanleiding van het Wereldkampioenschap voetbal 2014 in Brazilië wordt een WK-Editie van Reclame AUB uitgezonden. Het concept is hetzelfde gebleven als bij het eerste seizoen, alleen maken deelnemers deze keer kans op een reis naar Brazilië.
| Nr. | Uitzending  | Livekijkers | Marktaandeel (live) | Deelnemende BV's                                  |
| --- | ----------- | ----------- | ------------------- | ------------------------------------------------- |
| 1   | 12 mei 2014 | 688.861     | 26,56 %             | Koen Wauters, Leo Van Der Elst, Vanessa Hoefkens  |
| 2   | 19 mei 2014 | 445.148     | 20,81%              | Ann Van Elsen, Marc Coucke, Sven De Ridder        |
| 3   | 26 mei 2014 |             |                     | Herman Brusselmans, Annelien Coorevits, Bart Goor |
| 4   | 2 juni 2014 |             |                     | Ian Thomas, Valérie Courtois en Koen Crucke       |